# Carpotroche grandiflora
Carpotroche grandiflora är en tvåhjärtbladig växtart som beskrevs av Richard Spruce och August Wilhelm Eichler. Carpotroche grandiflora ingår i släktet Carpotroche och familjen Achariaceae. Inga underarter finns listade i Catalogue of Life.